# Hersey (Maine)
Pour les articles homonymes, voir Hersey.
Hersey est une ville située dans l’État américain du Maine, dans le comté d’Aroostook. 

## Géographie
|  | Oxbow (Maine)  | Smyrna (Maine)                       |
|  | Hersey         | Dyer Brook (Maine), Oakfield (Maine) |
|  | Patten (Maine) | Island Falls (Maine)                 |